# 오레스트 자모르

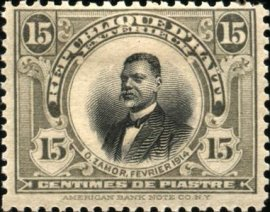
오레스트 자모르

에마뉘엘 오레스트 자모르(Emmanuel Oreste Zamor, 1861년 ~ 1915년)는 아이티의 30대 대통령으로 1914년에 단 1년 동안 재직했으며, 1915년 대통령 빌룬 기욤 샘의 명령으로 암살당했다.

## 같이 보기
- 아이티의 역사